# Leopold M. Kantner
Leopold Maximilian Kantner (* 30. Juni 1932 in Passau; † 24. Juli 2004 in Villach) war ein in Österreich wirkender deutscher Geistlicher, Musikwissenschaftler, Kirchenmusiker und Komponist.

## Leben und Wirken
Kantner absolvierte das Humanistische Gymnasium in Passau (Abiturjahrgang 1951) und studierte ab 1952 in Heidelberg Musikwissenschaft bei Thrasybulos Georgiades und in Wien bei Erich Schenk. Er wurde 1958 promoviert. Außerdem ließ er sich in Salzburg zum Organisten ausbilden (bei Franz Sauer) und belegte an der Universität Wien Theologie. 1961 wurde er in Wien zum Priester geweiht.
Kantner war dann langjährig in Niederösterreich und Wien als Priester tätig und anschließend als Religionsprofessor in Wien. Nach der Liturgiereform hielt er weiterhin an der Tridentinischen Messe fest, was ihm ein normales priesterliches Wirken unmöglich machte. Schließlich habilitierte er sich. Von 1983 bis 2004 war er auch als Kirchenmusiker an St. Laurenz im Schottenfeld tätig. An der Universität in Wien hielt er Vorlesungen über Opern- und Kirchenmusik.
Ab 1969 intensivierte Kantner seine musikwissenschaftliche Forschung, vor allem auch in Italien und Rom. 1978 erfolgte seine Habilitation in Wien. Von 1981 bis 1995 war er Landesleiter des RISM in Österreich, von Ende 2003 bis zu seinem Tode Vize-Präsident des Vereins RISM-Österreich. Sein Grab ist auf dem Innstadtfriedhof seiner Heimatstadt Passau.
Seine – wenigen – Kompositionen tragen das Pseudonym Massimiliano Cantinieri.

## Schriften (Auswahl)
- Leben und Kirchenkompositionen von Anton Diabelli (= Dissertation), Wien 1957.
- „Aurea luce“. Musik an St. Peter in Rom 1790–1850 (= Habilitationsschrift), Wien 1977.

## Ehrungen
- Michael Jahn, Angela Pachovsky (Hrsg.): Festschrift Leopold M. Kantner zum 70. Geburtstag. Hans Schneider, Tutzing 2002 (= Studien zur Musikwissenschaft, 49).
- Michael Jahn, Angela Pachovsky (Hrsg.): Figaro là, Figaro quà. Gedenkschrift Leopold M. Kantner (1932–2004). Verlag „Der Apfel“, Wien 2006 (Veröffentlichungen des rism-österreich, A/4).